# Нацусіма
Нацусіма (Natsushima) — корабель Імперського флоту Японії, який під час Другої японо-китайської та Другої світової війн брав участь у операціях японських збройних сил у Китаї та архіпелазі Бісмарка.
Корабель, який став першим серед мінних загороджувачів типу Нацусіма, спорудили у 1933 році на верфі Ishikawajima Zōsen у Токіо. У разі потреби він міг виконувати додаткові функції та брати на борт замість мін 18 глибинних бомб, протичовнову сіть і тральний комплект.
Наприкінці червня 1938-го під час битви за Ухань (Друга японо-китайська війна) корабель разом з іншими мінними загороджувачами «Насамі» та «Цубаме» брав участь у бойовому тралінні на річці Янцзи поблизу Мадангу. Також кораблі розставляли буї та провадили обстріл китайських позицій, причому зворотний вогонь із легкого озброєння призвів до втрат серед членів екіпажів. Проведена висадка десанту призвела до захоплення Мадангу.
Зі вступом Японії у Другу світову війну в грудні 1941-го «Нацусіма» більш як рік переважно займався патрульно-ескортною службою в районі протоки Бунго (веде до Внутрішнього Японського моря між островами Кюсю та Сікоку) із базуванням в порту Саєкі (північно-східне узбережжя Кюсю). Також час від часу «Нацусіма» залучали до тральних заходів, зокрема з третьої декади липня та до кінця серпня 1942-го він провів у порту Юра (острів Хонсю на вході до протоки, яка відділяє його від Сікоку), де здійснив численні виходи на розмінування. З 16 вересня по 19 жовтня 1942-го корабель пройшов ремонт у Куре.
29—31 грудня 1941-го, 10 січня, 1 та 25 квітня, 6 і 8 червня 1942-го «Нацусіма» здійснював мінні постановки, зокрема, в районі Сімоносекі (протока, що веде зі Внутрішнього Японського моря до Японського моря). Крім того, 25—27 лютого, 1, 4 та 11 березня 1942-го корабель виставляв у районі Хіросіми протичовнові сіті. З 10 по 27 грудня 1942-го «Нацусіма» перебував у Японському морі, де, зокрема, оновлював мінні загородження на підходах до протоки Сімоносекі. 8—11 лютого 1943-го корабель щодня виходив з Саєкі для постановки мін.
11 грудня 1941-го «Нацусіма» взяв участь у допомозі танкеру «Сан-Дієго-Мару», який підірвався на японській же міні. 25 жовтня 1942-го «Нацусіма» нарівні з низкою інших кораблів охороняв танкер «Нісшо-Мару» (Nissho Maru), що був торпедований підводним човном та прямував на буксирі. Ще раз із подібним завданням загороджувач зустрівся 7 березня 1943-го, коли він охороняв торпедований транспорт «Клайд-Мару».
5 січня 1943-го «Нацусіма» на підходах до протоки Бунго був без успіху атакований якимось підводним човном, після чого так само безрезультатно скинув кілька глибинних бомб. Ще раз застосувати глибинні бомби «Нацусіма» довелось 25 березня 1943-го, втім, і цього разу він не досягнув якогось успіху.
На початку квітня 1943-го корабель перейшов до Дайрену (наразі Далянь у Маньчжурії).
1 грудня 1943-го «Нацусіма» призначили до переведення у Восьмий флот, який базувався в Меланезії в архіпелазі Бісмарка. 4—5 грудня корабель перейшов з корейського порту Чінкай (Чінхе) до Саєкі, а 10 грудня рушив до Океанії.
Станом на початок лютого 1944-го «Нацусіма» знову опинився в Японії, звідки рушив 4 лютого у складі охорони конвою № 3206, що прямував з Йокосуки на атол Трук у центральній частині Каролінських островів (тут була головна японська база в Океанії). 17 лютого загін перебував на підході до Труку, коли цю базу атакувало американське авіаносне з'єднання. Конвой № 3206 також потрапив під удар та втратив кілька транспортів, хоча його рештки і змогли прибути на Трук. Водночас «Нацусіма» відокремився та попрямував на південь до архіпелагу Бісмарка. 22 лютого за чотири десятки кілометрів на захід від острова Новий Ганновер мінний загороджувач був перехоплений та потоплений американськими есмінцями USS Charles Ausburne, USS Dyson та USS Stanly.